# Róbert Orri Þorkelsson
Róbert Orri Þorkelsson (Reikiavik, 3 de abril de 2002) es un futbolista islandés que juega en la demarcación de defensa para el Víkingur Reykjavík de la Úrvalsdeild Karla.

## Selección nacional
Debutó con la selección de fútbol de Islandia el 6 de noviembre de 2022. Lo hizo en un partido amistoso contra Arabia Saudita que finalizó con un resultado de 0-1 a favor del combinado saudita tras un gol de Saud Abdulhamid.

## Clubes
| Club                        | País     | Año       | Partidos | Goles |
| --------------------------- | -------- | --------- | -------- | ----- |
| Ungmennafélagið Afturelding | Islandia | 2018-2019 | 48       | 6     |
| Breiðablik UBK              | Islandia | 2020-2021 | 26       | 2     |
| CF Montréal                 | Canadá   | 2021-2024 | 25       | 0     |
| Kongsvinger IL (cedido)     | Noruega  | 2024      | 22       | 0     |
| Víkingur Reykjavík          | Islandia | 2025-     |          |       |